# Adam Ronikier
Adam Feliks Ronikier (ur. 1 listopada 1881 w Warszawie, zm. 4 września 1952 w Orchard Lake) – polski konserwatywny działacz społeczny i polityczny, współzałożyciel Stronnictwa Narodowego (1915–1918), prezes pierwszej i drugiej Rady Głównej Opiekuńczej odpowiednio w latach 1916–1917 i 1940–1943, hrabia Imperium Rosyjskiego, wieloletni rzecznik i organizator polskiej współpracy politycznej z Niemcami.

## Życiorys

### Rodzina
Był najstarszym z czworga dzieci Wiktora Kazimierza (1849–1899), wiceprezesa Warszawskiego Towarzystwa Dobroczynności, i Wandy z Węcławowiczów h. Wadwicz (zm. 1912), przewodniczącej zarządu Szwalni I im. Najświętszej Maryi Panny w Warszawie. Jego dziadkiem był właściciel folwarku na warszawskim Rozbracie, polityk z otoczenia cara Mikołaja I, członek Zakonu Różokrzyżowców i wileńskiej loży wolnomularskiej „Doskonała Tajemnica”, katolicki teozof i okultysta Adam Aleksander Ronikier (1818–1873), a stryjem – pisarz Bogdan Jaxa-Ronikier (1873–1956). Jego ojciec studiował agronomię w Belgii i praktykował rolnictwo w majątku Kazimierza Chłapowskiego, a po sprzedaży dóbr rodzinnych w Korytnicy kupił od Stanisława Platera-Zyberka dobra z cegielnią w Ząbkach, które połączył koleją wąskotorową z warszawskim Bródnem i Pragą.

### Młodość
Adam Ronikier ukończył w 1897 prywatne męskie Gimnazjum Wojciecha Górskiego w Warszawie, w 1898 zdał maturę w szkole państwowej. Był autorem projektu kaplicy przy zarządzanym przez jego rodziców domu opieki dla dziewcząt w Ignacowie, zbudowanej w latach 1898–1902 przez architekta Stanisława Adamczewskiego. W latach 1900–1905 studiował architekturę na Politechnice Ryskiej. W trakcie studiów przewodniczył korporacji akademickiej Arkonia.
W 1905 powrócił z Rygi, by objąć majątek ojca w Ząbkach, do którego należały również place w Warszawie. W czerwcu 1907 uczestniczył w trójzaborowym zjeździe polskich pisarzy i publicystów katolickich w Warszawie. Wg danych z 1909 był wówczas także właścicielem dóbr Ryki w guberni siedleckiej. W 1912 architekt Tadeusz Tołwiński opracował na jego zlecenie projekt budowy w Ząbkach miasta ogrodu dla 8 tysięcy mieszkańców. W ramach założenia, okrojonego po wybuchu I wojny światowej, powstał szereg willi, zamieszkanych następnie m.in. przez Magdalenę Samozwaniec, Kazimierza Sosnkowskiego, Arnolda Szyfmana i przez samego Ronikiera (willa ukończona około 1920). Między lutym 1912 a wrześniem 1913 rodzina Ronikiera przeniosła się z Warszawy do Ząbek.

### I wojna światowa
Przed wybuchem I wojny światowej przystąpił do Stronnictwa Narodowo-Demokratycznego, które opuścił w 1914 na czele grupy ziemian, sprzeciwiając się prorosyjskiemu kursowi Romana Dmowskiego. Rozłamowcy ci przyjęli na początku 1915 nazwę Nowe Ognisko od wydawanego przez siebie pisma. Po wkroczeniu wojsk niemieckich do Warszawy w sierpniu 1915 wraz z Wojciechem Rostworowskim i Marianem Zbrowskim utworzył na bazie Nowego Ogniska proniemieckie Stronnictwo Narodowe, którego został przywódcą. Wziął udział w powołaniu Rady Narodowej, na której inauguracyjnym posiedzeniu 6 września 1915 został wybrany do jej Wydziału i w skład delegacji do rozmów z Naczelnym Komitetem Narodowym (NKN) w Galicji. Wszedł także w październiku 1915 do Międzypartyjnego Koła Politycznego, gdzie był czołowym rzecznikiem współpracy z okupantem. Jego żona przebywała wówczas w Moskwie, gdzie urodził się ich trzeci syn, Stefan.
Po rozwiązaniu przez gubernatora Hansa Beselera 12 września 1915 Centralnego Komitetu Obywatelskiego przystąpił do tworzenia za zgodą władz niemieckich Rady Głównej Opiekuńczej, która rozpoczęła działalność 1 stycznia 1916. Sprawował w niej funkcję prezesa i kierował Wydziałem Opieki nad Dziećmi i Młodzieżą. W styczniu 1916 uczestniczył w organizowanym przez Ligę Narodową trójzaborowym zjeździe polityków w Krakowie. W maju 1916 wystąpił w obronie NKN przed atakami ze strony obozu narodowego. Po wznowieniu za zgodą Beselera w kwietniu 1916 działalności przez Polską Macierz Szkolną został wiceprezesem zarządu kierującego nią towarzystwa. Jako członek tzw. autodelegacji przedstawił kanclerzowi niemieckiemu Theobaldowi von Bethmannowi Hollwegowi w Berlinie (28 X 1916) i ministrowi spraw zagranicznych Austro-Węgier Istvánowi Buriánowi w Wiedniu (30 X 1916) postulaty utworzenia polskiej Rady Stanu i Departamentu Wojskowego, co służyło przygotowaniu opinii publicznej na przyjęcie Aktu 5 listopada i wszczęciu rekrutacji do przyszłej armii polskiej. Wręczył następnie memorandum Rady Narodowej w sprawie Rady Stanu Beselerowi (17 XI) i Buriánowi (19 XI), ostrzegając tego drugiego, że Rada Narodowa utraci autorytet wśród Polaków w razie rozpoczęcia rekrutacji bez przyznania ograniczonej autonomii. Krytykowany za te działania przez obóz niepodległościowy, ustąpił ze stanowiska prezesa RGO w styczniu 1917. Nie wszedł do Tymczasowej Rady Stanu, ale uczestniczył w pracach jej Rady Departamentu Spraw Wewnętrznych. Przewodniczył delegacji aktywistów w rozmowach z tajnym Kołem Politycznym Erazma Piltza w Lozannie 16–19 lutego 1917.
Po rewolucji lutowej w Rosji wyjechał w kwietniu 1917 z inicjatywy władz austriackich na spotkanie w Sztokholmie z Franciszkiem Skąpskim i innymi przedstawicielami Polskiego Komitetu Demokratycznego w Piotrogrodzie, a także organizacji polskich w Stanach Zjednoczonych. Nie doczekawszy się na ich przybycie wyruszył do Berlina, a ugoda w sprawie nietworzenia w Rosji polskiej armii przeciw państwom centralnym została zawarta pod jego nieobecność ze strony TRS przez Wojciecha Rostworowskiego i Włodzimierza Kunowskiego. 29 maja 1917 założył w Warszawie skrajnie aktywistyczny blok polityczny Centrum Narodowe i wysunął z jego ramienia postulat przyłączenia ziem białoruskich i litewskich do Królestwa Polskiego w zamian za ustępstwa terytorialne wobec Niemiec na zachodzie. Współfinansował wydawany przez Witolda Giełżyńskiego od 5 listopada 1916 „Głos Warszawy” (następnie „Głos Stolicy”), w którym objął 1 kwietnia 1917 redakcję. W lipcu 1917 wziął udział w inauguracyjnym posiedzeniu Węgierskiego Związku Przyjaciół Polski w Budapeszcie, a następnie do sierpnia prowadził zakończone niepowodzeniem rozmowy z polonofilem Gyulą Andrássym i innymi politykami węgierskimi. W sierpniu 1917 udzielił wywiadu dla „Neues Wiener Tagblatt” jako rzecznik polityczny „polskiego centrum”, którego istnienie podważali proendecki publicysta Andrzej Niemojewski na łamach „Myśli Niepodległej” oraz „Kurier Polski”; do tego czasu Centrum Narodowe opuściły wszystkie zrzeszone w nim ugrupowania (m.in. Liga Państwowości Polskiej i Zjednoczenie Ludowe), a podstawę bloku stanowili ziemianie guberni kieleckiej i radomskiej, zagrożeni rozwojem rewolucji w Rosji. Według informacji podanych na okręgowym zjeździe Komisji Porozumiewawczej Stronnictw Demokratycznych w Kielcach postawa Ronikiera i Wojciecha Rostworowskiego posłużyła gubernatorowi Beselerowi do odrzucenia warunków stawianych przez Zdzisława Lubomirskiego i innych nominatów podczas tworzenia Rady Regencyjnej we wrześniu 1917.
Od lutego do 10 marca 1918, w okresie negocjowania przez Niemcy i Rosję radziecką pokoju brzeskiego (3 III), prowadził obok Macieja Radziwiłła i Władysława Studnickiego rozmowy z Zarządem Reichstagu na rzecz podtrzymania związków polsko-niemieckich w obliczu niekorzystnych dla Polski postanowień traktatu. Od kwietnia 1918 reprezentował rząd Jana Kantego Steczkowskiego w Berlinie, gdzie działał na rzecz współpracy z niemieckimi republikanami przeciwko bolszewikom. 30 czerwca 1918 zawarł w Berlinie z przedstawicielem Taryby Augustinasem Voldemarasem umowę o wzajemnym wspieraniu dążeń państwowotwórczych uznającą niepodległość Litwy. Latem 1918 popierał inicjatywę wprowadzenia Karola Stefana Habsburga z Żywca na tron polski, ale podczas rozmów w kwaterze głównej armii niemieckiej w Spa 13–14 sierpnia opowiedział się za tzw. rozwiązaniem kandydackim bez udziału Habsburgów. We wrześniu tego roku przekonywał w Berlinie rząd niemiecki do wykorzystania sił polskich przeciw rewolucji w Rosji radzieckiej w zamian za przyłączenie Kresów Wschodnich z Wilnem do Królestwa. Po ujawnieniu tych pertraktacji Voldemaras uznał w listopadzie 1918 umowę polsko-litewską za nieważną.

### Okres międzywojenny
W 1919 wydał wspomnienia, w których bronił się przed zarzutem dążności do pozostawienia ziem zaboru pruskiego Niemcom. Wstąpił jako ochotnik do Wojska Polskiego w toku wojny polsko-bolszewickiej w 1920, ale doznawszy złamania żeber podczas załadunku dział na kolei nie wziął udziału w działaniach wojennych.
Po zabójstwie prezydenta Gabriela Narutowicza i powołaniu rządu Władysława Sikorskiego był konsultowany jako ekspert od gospodarki i 30 grudnia 1922 przesłał nowemu premierowi memoriał zatytułowany Przyczynek do naprawy skarbu Rzeczypospolitej. Na przełomie 1923/1924 opracował na zlecenie swojego bliskiego współpracownika, premiera Władysława Grabskiego, który poszukiwał wsparcia brytyjskiego kapitału dla planowanej reformy skarbu, raport postulujący zwrot w polskiej polityce zagranicznej z orientacji profrancuskiej (antyniemieckiej) na proangielską. W tym czasie niepowodzeniem wobec oporu Grabskiego zakończyła się misja finansowa Hiltona Younga, która dążyła do podporządkowania polskiej gospodarki brytyjskim urzędnikom. 15 stycznia 1924, na tydzień przed utworzeniem pierwszego rządu Partii Pracy w Wielkiej Brytanii pod przewodnictwem Ramsaya MacDonalda, Ronikier przedłożył dyrektorowi gabinetu Grabskiego, Stanisławowi Kauzikowi, notatkę, w której wnioskował o szybkie zacieśnienie więzi gospodarczych z Wielką Brytanią dla osiągnięcia celów politycznych w sytuacji przychylności spodziewanego rządu wobec Niemiec i ZSRR za cenę „uchwytnych i interesujących” korzyści gospodarczych dla Wielkiej Brytanii. Postulowany przez Ronikiera oficjalny zwrot proangielski przekreśliło powołanie 19 stycznia 1924 związanego z endecją frankofila Maurycego Zamoyskiego na stanowisko ministra spraw zagranicznych. Mimo to na podstawie swojego memoriału Ronikier otrzymał od Kauzika misję wypracowania porozumienia z angielskimi sferami finansowymi i politycznymi. W lutym 1924 wyjechał przez Wiedeń i Paryż do Londynu, gdzie prowadził rozmowy wykorzystując kontakty nawiązane uprzednio przez Jacka Woronieckiego i Józefa Retingera. We Francji przedstawił deputowanemu Sojuszu Demokratycznych Republikanów Paulowi Escudierowi z otoczenia premiera Raymonda Poincarégo koncepcję utworzenia pod polskim przywództwem Związku Środkowo-Europejskiego, obejmującego kraje od Szwecji do Turcji, dla „spacyfikowania wschodu”. W Londynie uzyskał poparcie w kręgach finansowych City dla swoich projektów, które obejmowały włączenie Polski w brytyjską orbitę ekonomiczną i założenie banku angielsko-polskiego, długoterminowe pożyczki i inwestycje brytyjskie w rozbudowę transportu wodnego na potrzeby ekspansji gospodarczej w ZSRR, a także reformę finansową połączoną z kartelizacją przemysłu, obniżeniem płac i wydłużeniem dnia roboczego. Rozmawiał z wpływowym dziennikarzem Austinem Harrisonem, który skrytykował wojownicze nastawienie Polski wobec Niemiec i ZSRR w jej przymierzu z Francją. Był inspiratorem rozmów Mieczysława Niedziałkowskiego i Zygmunta Żuławskiego z ramienia Polskiej Partii Socjalistycznej z politykami Partii Pracy w Anglii w marcu 1924. Po nieudanej próbie założenia z arcybiskupem mohylewskim Edwardem von Roppem konserwatywnego stronnictwa Związek Katolicko-Narodowy w kwietniu i maju 1924 wycofał się czasowo z życia politycznego.
Około 1935 założył Związek Jedności Narodowej, który reprezentował zerwanie środowisk zachowawczych z obozem państwowym na rzecz zbliżenia z faszyzującymi narodowcami. Z ramienia tej organizacji zainicjował w tym roku wydawanie pisma „Jedność Narodowa”.
W lutym 1936 przebywał w Paryżu jako wysłannik kardynała Augusta Hlonda i gen. Kazimierza Sosnkowskiego, próbując bez powodzenia uzyskać od Ignacego Paderewskiego poparcie nowo utworzonego Frontu Morges dla akcji wymuszenia na prezydencie Ignacym Mościckim dymisji rządu Mariana Zyndrama-Kościałkowskiego i powołania Sosnkowskiego na premiera. Pod koniec 1936 domagał się powołania rządu zaufania narodowego z Sosnkowskim na czele. W latach 1937–1939 propagował swoje idee polityczne poprzez wygłaszanie odczytów.

### II wojna światowa

#### Powołanie Rady Głównej Opiekuńczej
Po wybuchu II wojny światowej we wrześniu 1939 organizował w swoim warszawskim mieszkaniu spotkania opozycji antysanacyjnej, głosząc konieczność przedłożenia obrony narodu nad obronę państwa. Po kapitulacji Warszawy dołączył do Stołecznego Komitetu Samopomocy Społecznej (SKSS).
8 października 1939 przyjął w Warszawie ppłk. von Hoeltza z bawarskiego pułku artylerii, który pytał go o polskie nastroje wobec Niemców w imieniu standartenführera SS Harry’ego von Craushaara, zastępcy Hansa Franka i szefa zarządu cywilnego przy dowództwie 8 Armii. Rozmowa ta została potępiona przez Mieczysława Niedziałkowskiego na zebraniu SKSS. W październiku 1939 Ronikier rozmawiał również z wysokim urzędnikiem III Rzeszy Weissem von Uloggiem, wysłannikiem premiera Prus marszałka Hermanna Göringa, który również sondował gotowość Polaków do współpracy. Przed odjazdem Ulogga do Berlina w listopadzie Ronikier wręczył mu przeznaczony dla Göringa memoriał, opracowany wspólnie z Romanem Rybarskim, Norbertem Barlickim i Bolesławem Lutomskim, w którym postulował utworzenie nowej instytucji opieki społecznej, banku emisyjnego oraz straży obywatelskiej dla zapobieżenia „anarchii”. Kopię tej notatki przekazał wysłannikowi Herberta Hoovera i delegatowi Commission for Polish Relief (CPR, znanej także jako Polish Food Commission i potocznie jako Komisja Hoovera), czynnemu w Polsce biznesmenowi Williamowi C. McDonaldowi, który – po październikowych rozmowach w Berlinie i objeździe Generalnego Gubernatorstwa z szefem Narodowosocjalistycznej Ludowej Pomocy Społecznej (NSV) Erichem Hilgenfeldtem – skontaktował się z Ronikierem w listopadzie w sprawie założenia instytucji dla rozdzielania pomocy amerykańskiej. Ronikier przeprowadził kilkudniową naradę z McDonaldem i innym działaczem CPR Columbą Patrickiem Murrayem Jr., częściowo w Ambasadzie Stanów Zjednoczonych w Warszawie z udziałem konsula George’a Haeringa. Uzgodnił z nimi wyłącznie polski charakter przewidywanej organizacji, jej monopol na rozdzielanie pomocy przesłanej z USA oraz bezpośrednią kontrolę amerykańskich ofiarodawców.
19 listopada 1939 przedstawił ten projekt organizacji na zebraniu SKSS, gdzie wobec odrzucenia przez innych kandydatów współpracy z Niemcami otrzymał warunkowe poparcie i upoważnienie do podjęcia rozmów z arcybiskupem Adamem Sapiehą i środowiskiem krakowskim. Jego kandydaturę na kierownika organizacji zgłosił Janusz Machnicki. Po narzuceniu przez Niemców swoich warunków Amerykanom i wycofaniu się Polskiego Czerwonego Krzyża z tworzenia zależnej organizacji opiekuńczej pod nadzorem niemieckim Ronikier został 13 grudnia wezwany na rozmowy do Krakowa przez Fritza Arlta, kierownika Referatu Spraw Ludnościowych i Opiekuńczych Wydziału Opieki Społecznej w Urzędzie Generalnego Gubernatora i zastępcę szefa wydziału, któremu poleciła Ronikiera współpracowniczka z PCK Maria Tarnowska. Przebywając w Krakowie skrytykował równoległe negocjacje SKSS z Wilhelmem von Janowskim z NSV, przerwane następnie przez zwierzchnika Arlta, Herberta Heinricha. Złożył Arltowi ustalony z McDonaldem projekt organizacji wzorowanej na Radzie Głównej Opiekuńczej z okresu I wojny światowej. Podczas kolejnej wizyty w Krakowie w styczniu 1940 uzyskał zgodę Franka na powołanie Rady Głównej Opiekuńczej w wąskim składzie personalnym i objął stanowisko wiceprezesa u boku Janusza Radziwiłła, skupiając w ręku większość realnych kompetencji. Na początku lutego zdał sprawę kardynałowi Sapieże, który wskazał mu współpracowników. Od 22 stycznia do 29 maja 1940 negocjował z Niemcami szczegółowo statut RGO, mając poparcie arcybiskupów Sapiehy i Stanisława Galla.
Od początku okupacji dążył do zminimalizowania strat polskich i oddalenia ryzyka rewolucji socjalistycznej poprzez współpracę polityczną z Niemcami. Pod koniec 1939 na tajnym zebraniu u Stanisława Tyszkiewicza stwierdził konieczność utworzenia proniemieckiego rządu polskiego. W tym okresie namawiał Macieja Rataja do przyjęcia funkcji premiera rządu kolaboracyjnego, spotykając się z ostrą odmową.

#### Działalność w RGO
W połowie lutego 1940 uruchomił faktyczną działalność RGO, zainaugurowaną uroczyście 22 lutego 1940 na zebraniu u prezesa Solvayu Henryka Kułakowskiego. Uzyskał dla swoich poczynań aprobatę rządu polskiego we Francji i głównych stronnictw politycznych w Krakowie, a Stolica Apostolska otworzyła mu konta w bankach zagranicznych. W marcu 1940 interweniował z Radziwiłłem w Urzędzie Generalnego Gubernatorstwa przeciw przymusowemu charakterowi wywozu Polaków na roboty do Niemiec, a następnie w maju rozpoczął w tej sprawie negocjacje z kierownikiem Wydziału Pracy Urzędu GG, obersturmbannführerem SS Maxem Frauendorferem, potępione przez warszawskich współpracowników i przerwane pod ich naciskiem. Wiosną 1940 budował struktury terenowe RGO odwiedzając Alfreda Potockiego w Łańcucie, Andrzeja Sapiehę w Jarosławiu i biskupa Franciszka Bardę w Przemyślu. Gdy 31 maja 1940 Niemcy odmówili zatwierdzenia Radziwiłła jako prezesa, a cały skład RGO podał się do dymisji, nie uzyskał poparcia dla własnej prezesury we wrogiej jego planom politycznym Warszawie, ale 10 czerwca udało mu się odtworzyć RGO w Krakowie z pomocą Sapiehy, który namówił Kułakowskiego i Romualda Moskałę do wycofania rezygnacji. 13 czerwca 1940 otrzymał nominację Generalnego Gubernatora na prezesa RGO. Z ramienia władz niemieckich przewodniczył także Naczelnej Radzie Opiekuńczej, która koordynowała rozdzielanie między RGO, Żydowską Samopomoc Społeczną i Ukraiński Komitet Centralny pomocy docierającej z USA, Szwajcarii i innych krajów poprzez Niemiecki Czerwony Krzyż – sprawował tę funkcję aż do rozwiązania NRO 1 października 1942. W NRO sprzyjał ŻSS zwalczając wpływy nacjonalistów ukraińskich, z którymi RGO rywalizowała w Galicji Wschodniej po jej włączeniu do GG w sierpniu 1941.
Był podejrzewany przez nowo mianowanego komendanta głównego Związku Walki Zbrojnej gen. Stefana Roweckiego o wydanie w Warszawie Monitora i Dziennika Ustaw z datą 26 lipca 1940 obwieszczającego powołanie tajnego rządu, co miało miejsce wkrótce po kapitulacji Francji i zawiadomieniu Roweckiego przez gen. Sosnkowskiego w depeszy z 8 lipca o trwających w kraju rozmowach z Niemcami na rzecz utworzenia rządu. Rowecki zdezawuował następnie wobec Sosnkowskiego tę inicjatywę jako pozbawioną poważnego oparcia. W październiku 1940 Ronikier otrzymał (według własnej relacji) list ze wsparciem od premiera i Naczelnego Wodza gen. Sikorskiego. Jesienią 1940 wraz z Wojciechem Baranowskim przekonywał współpracowników z RGO o konieczności dostosowania form współpracy do trwałych rządów niemieckich w GG. 4 listopada 1940 na wniosek głów chrześcijańskich związków wyznaniowych (Adama Sapiehy, Stanisława Skierskiego i Ludwika Everta) przedłożył władzom okupacyjnym memoriał w sprawie złagodzenia losu ochrzczonych Żydów, rozpatrzony odmownie. W grudniu 1940 przekazał przedstawicielowi Auswärtiges Amt w Polsce Johannowi von Wühlischowi memoriał dla Göringa, w którym domagał się stworzenia warunków do współpracy Polaków z Niemcami przeciwko ZSRR, wskazując na lepsze położenie Polaków pod okupacją radziecką. Na początku 1941 wystąpił na zjeździe episkopatu Polski w Krakowie z relacją na temat utrudnień w działalności RGO. Korespondował z nuncjuszem apostolskim w Niemczech Cesarem Orsenigo i jego odpowiednikiem w Szwajcarii Filippo Bernardinim. W lutym 1941 opracował z Wojciechem Baranowskim wykorzystaną następnie w propagandzie niemieckiej depeszę do Hoovera w sprawie zatrzymania amerykańskiego statku z pomocą dla ludności GG przez flotę brytyjską. W marcu 1941, w kolejnych miesiącach i ponownie 8–10 lipca 1941 był konsultowany w sprawie ułożenia stosunków polsko-niemieckich przez przedstawicieli niemieckiego MSZ i wojska, czemu towarzyszyły lipcowe sondaże nastrojów społecznych w GG.
W maju 1941 opracował z bliskimi współpracownikami program przeprowadzenia ofensywy ideologicznej na wschodzie – aż po wschodnie granice dawnej guberni witebskiej, mohylewskiej, kijowskiej i chersońskiej – po spodziewanym zdobyciu tych ziem przez III Rzeszę. Celem programu, który odwoływał się do misji cywilizacyjnej polskiego ziemiaństwa i zakładał polityczną współpracę z Niemcami, było przywrócenie przedrewolucyjnych stosunków społeczno-gospodarczych, zagospodarowanie obszaru i spacyfikowanie ludności. Po agresji Niemiec na ZSRR Ronikier powołał w tym celu w Warszawie Biuro Studiów Spraw Wschodnich RGO ze Stanisławem Tyszkiewiczem na czele, które wobec oprotestowania go przez Machnickiego i wiceprezesa RGO Stanisława Wachowiaka ograniczyło lub utajniło działalność, prowadzoną co najmniej do wiosny 1942. Na przełomie lat 1941/1942 w obecności Stanisława Tyszkiewicza i Antoniego Platera-Zyberka Ronikier złożył w Warszawie przedstawicielom „Unii” Jerzemu Braunowi, Janowi Hoppemu i Stanisławowi Bukowskiemu odrzuconą przez nich z powodów kadrowych propozycję prowadzenia antykomunistycznej akcji politycznej na terenach podbitych przez III Rzeszę na wschodzie – w ramach koncesji udzielonej RGO przez władze niemieckie oraz planów politycznych Biura Studiów Spraw Wschodnich. Misję tę podjęła Konfederacja Narodu. Jesienią 1941 Ronikier zorganizował zjazdy delegatów lokalnych agend RGO z poszczególnych dystryktów GG i – w związku z udziałem korporantów Arkonii w warszawskim zjeździe – dwie dalsze polityczne dyskusje z arkonami. W listopadzie 1941 i w połowie 1942 omawiał stosunki polsko-ukraińskie z metropolitą Andrzejem Szeptyckim, ale otrzymał zakaz zawierania z nim porozumień od Delegatury Rządu.
W styczniu 1942 uczestniczył w zjeździe „Społem” w Bukowinie. W latach 1942–1943 odbywał systematyczne wizyty w terenowych agendach RGO, u niektórych biskupów i w siedzibach arystokracji, budując oparcie dla swojego projektu politycznego w tych kołach i wśród arkonów. Między marcem a czerwcem 1942 uzgadniał polsko-niemieckie działania antykomunistyczne z obersturmbannführerem Franzem Heimem, bliskim współpracownikiem dowódcy SS i policji w GG Friedricha Krügera. Po likwidacji ŻSS przez władze okupacyjne w lipcu 1942 ukrywał w swoim mieszkaniu jej prezesa Michała Weicherta. Latem 1942 spotkał się poprzez falangistę Adolfa Reutta, kolegę swego syna, z Bolesławem Piaseckim z Konfederacji Narodu, wzbudzając niepokój w dowództwie Armii Krajowej, po czym rozpuszczał pogłoski o słabości Polskiego Państwa Podziemnego i o popularności RGO w społeczeństwie i wśród stronnictw politycznych. 22–24 lipca 1942 przewodniczył naradzie politycznej u arkona Tytusa Wilskiego w Wilkowicach, na której wezwał do sformułowania w środowisku RGO programu przyszłej Polski na gruncie spodziewanego zwycięstwa III Rzeszy na wschodzie, wysuwając hasła ustroju kanclerskiego, federacji środkowoeuropejskiej i walki z lewicową „demagogią”. 17 września 1942 odbył w Warszawie u swojego pośrednika w kontaktach z władzami podziemia, rektora tajnej Politechniki Warszawskiej Kazimierza Drewnowskiego, swoje jedyne bezpośrednie spotkanie z przedstawicielem Delegatury Rządu, którą traktował jako konkurencję dla RGO i której negatywne nastawienie do jego działalności było mu znane – przedstawicielem tym był Leopold Rutkowski, dyrektor Departamentu Spraw Wewnętrznych, występujący pod pseudonimem Zawadzki. 14 grudnia 1942 Ronikier protestował z kardynałem Sapiehą u gubernatora Hansa Franka przeciwko prowadzonej od listopada akcji wysiedlania Polaków z Zamojszczyzny. Argumentował, że większość tamtejszych Polaków stanowią żarliwi antykomuniści, zainteresowani wyłącznie uprawą swojej roli. Tego samego dnia negocjował również bez powodzenia odwołanie zakazu działalności księży w RGO, który paraliżował organizację. W 1942 popadł w konflikt z rządem RP w Londynie na tle niewykorzystania przekazanej przez rząd na cele RGO kwoty miliona dolarów, co tłumaczył względami bezpieczeństwa. Około 23/24 stycznia 1943 spotkał się dzięki pośrednictwu Stefana Sachy z zastępcą komendanta głównego AK gen. Tadeuszem Komorowskim. Sprzeciwił się wysłaniu oficjalnej misji RGO do Katynia po odkryciu przez Niemców śladów zbrodni katyńskiej w kwietniu 1943. Wiosną 1943 uzyskał niemiecką aprobatę dla projektu utworzenia zdecentralizowanej polskiej straży obywatelskiej przeciw komunistom i ukraińskim nacjonalistom, opracowanego następnie z pomocą płk. Mieczysława Pietraszka i Antoniego Jakubowskiego, ale nie zrealizował go wobec sprzeciwu władz podziemnych. Latem 1943 skrytykował politykę okupacyjną w memoriale dla władz GG, a 22 lipca zawnioskował o odrzucenie przez RGO kolejnej odezwy w sprawie poboru kontyngentów. 23 lipca 1943 na spotkaniu z Hansem Frankiem złożył notę protestacyjną przeciw wysiedleniom w ramach Akcji Werwolf i uzyskał od Franka na wniosek Ludwiga Losackera i Lothara Weiraucha dwa miliony złotych na działalność RGO wraz z osobistym upoważnieniem do rozporządzania tą sumą. We wrześniu 1943 przebywał na kuracji w Rymanowie, a na początku października rozmawiał z Witoldem Celichowskim w Warszawie o drogach kontaktu z władzami podziemnymi.

#### Działalność prywatna
25 października 1943 został odwołany z funkcji prezesa RGO po wycofaniu się z oficjalnego udziału połączonego z przemówieniem propagandowym podczas uroczystości dożynkowych u gubernatora Franka na Wawelu, do czego przekonał go kardynał Sapieha (jako bezpośredni powód decyzji w liście do Franka Ronikier wskazał masowe egzekucje publiczne w Warszawie i Krakowie z 20–21 X). Mieszkając w wynajmowanym przez RGO pałacu Pusłowskich usiłował nadal faktycznie kierować Radą i realizować za jej pośrednictwem swój program antykomunistyczny, próbował także 6 grudnia 1943 przejąć władzę w organizacji poprzez współpracowników, co udaremnił nowy prezes RGO Tchórznicki. W rezultacie odsunięcia Ronikiera kontakty RGO z władzami GG straciły wymiar polityczny. Sam Ronikier kontynuował natomiast rozmowy z przedstawicielami władz GG, m.in. z Waltherem Föhlem z Wydziału Opieki Społecznej Urzędu GG, który w listopadzie 1943 informował Ronikiera o pilnym zapotrzebowaniu na polsko-niemiecką współpracę przeciwko ZSRR. W grudniu 1943 Ronikier spotkał się w Warszawie z brytyjskim agentem Horacym Coockiem, który zapowiadał antyradzieckie nastawienie Wielkiej Brytanii po zakończeniu wojny. 26 stycznia 1944 został aresztowany przez gestapo w Warszawie pod zarzutem kontaktów z podziemiem i finansowania organizacji Muszkieterzy, był przesłuchiwany w lutym w Krakowie. W więzieniu sporządził 18 marca 1944 nowy memoriał krytykujący politykę władz okupacyjnych, w którym projektował ugodę polsko-niemiecką na gruncie antykomunizmu i określił „obowiązkiem każdego Polaka wobec swej Ojczyzny i wobec całej Europy co najmniej nie przeszkadzać Niemcom w ich walce przeciwko bolszewizmowi”. Po zwolnieniu 31 marca 1944 za radą kardynała Sapiehy udał się do Korczyny, do majątku generała Stanisława Szeptyckiego. Znalazł się w konflikcie z Polskim Państwem Podziemnym, którego przedstawiciele utracili do niego zaufanie. 18 maja 1944 odbył w Rabce konferencję z dowódcą SiPo i SD, brigadeführerem SS Waltherem Bierkampem, który donosząc o uznaniu racji memoriału z 18 marca przez Heinricha Himmlera przekonywał Ronikiera do powrotu do RGO oraz do wyjazdu do Londynu lub Lizbony na rozmowy z polskim rządem emigracyjnym o odtworzeniu Polski pod niemieckim protektoratem i o założeniu antyradzieckiej placówki propagandowej w kraju neutralnym. Ronikier otrzymał zakaz wyjazdu od okręgowego delegata rządu Jana Jakóbca i 5 czerwca 1944 ostrzeżenie od Polskiej Partii Robotniczej, a jego inicjatywa stała się przedmiotem czynności wyjaśniających ze strony Delegatury Rządu, która skontaktowała się z jego współpracownikiem Stanisławem Rymarem. W czerwcu lub lipcu 1944 wysłał swojego doradcę politycznego Aleksandra Bocheńskiego do Warszawy dla wybadania nastrojów powstańczych, po czym bezskutecznie poszukiwał kontaktu z kierownictwem podziemia w Warszawie. 11 lipca 1944 zadeklarował wobec znanego sobie zastępcy delegata rządu Stanisława Jasiukowicza zerwanie kontaktów z Delegaturą Rządu na Kraj, a następnie podjął rozmowy polityczne z szefem gestapo w GG obersturmbannführerem Hansem Schindhelmem dla zapobieżenia rozlewowi krwi w Warszawie. W ostatniej dekadzie lipca zaproponował Schindhelmowi przekazanie Warszawy w ręce AK i umożliwienie lądowania tam polskich władz emigracyjnych z dwiema dywizjami wojska za cenę porozumienia polsko-niemieckiego. W pierwszych dniach po wybuchu powstania warszawskiego odebrał od Bierkampa wraz z Józefem Mackiewiczem, Kazimierzem Okuliczem i Jerzym Rogowiczem obietnicę przyznania Polakom samorządu po zwycięstwie Niemiec w zamian za podjęcie wysiłków dyplomatycznych na rzecz powstrzymania powstania jako rzekomej dywersji radzieckiej, po czym z Bocheńskim, Mackiewiczem i Rogowiczem próbował nakłonić kardynała Sapiehę do mediacji pokojowej między powstańcami a siłami niemieckimi. Zaprotestował listem do obergruppenführera Ericha von dem Bacha-Zelewskiego przeciw okrucieństwom niemieckim popełnianym w Warszawie. 25 sierpnia 1944 dyskutował z Schindhelmem pod Warszawą pomysł ugody z komendantem głównym AK gen. Tadeuszem Komorowskim, a 28 sierpnia oferował Niemcom swoje pośrednictwo w negocjowaniu warunków kapitulacji, domagając się wycofania oddziałów Rosyjskiej Wyzwoleńczej Armii Ludowej (RONA).
Po kapitulacji powstania warszawskiego przewodniczył obok Feliksa Burdeckiego kampanii propagandowej na rzecz wsparcia niemieckiego wysiłku wojennego przeciw ZSRR przez ludność Generalnego Gubernatorstwa. Z upoważnienia Schindhelma i obersturmführera SS Alfreda Kolfa, a przy poparciu arcybiskupa Sapiehy, założył w tym celu pod koniec października 1944 w Krakowie Biuro Studiów, z siedzibą w pałacu Pusłowskich. Była to inicjatywa o charakterze kolaboracji politycznej, która budziła obawy władz podziemnych, ale wobec braku szerszego oparcia społecznego była przez nie dezawuowana jako niepoważna. W skład Biura, które nie pozostawiło śladów formalnej działalności, weszło ok. 70 osób reprezentujących głównie środowisko tzw. aktywistów ziemiańskich i inteligenckich o poglądach określanych w kręgu AK jako zbliżone do Narodowych Sił Zbrojnych. Byli wśród nich Józef Mackiewicz, Aleksander Bocheński, Dominik Horodyński, Stanisław Stomma, Tomasz Rostworowski, Alfred Wielopolski, Henryk Stefan Potocki, Bogdan Drucki-Lubecki i jego brat Ksawery, Eugeniusz Jeleniewski, Stanisław Milewski, Jerzy Rogowicz, Antoni Starzeński, były minister skarbu Jerzy Michalski, były senator BBWR Zygmunt Jundziłł, sekretarz Ronikiera Andrzej Ciechanowiecki oraz działacze RGO Kazimierz Okulicz, Stanisław Tyszkiewicz i Antoni Plater-Zyberk. Prace Biura, w których udział brali gestapowcy i urzędnicy niemieccy, polegały na przygotowaniu gruntu pod kolaboracyjny samorząd polski, który przejąłby odpowiedzialność za dostarczanie kontyngentów dla armii niemieckiej w zamian za umożliwienie opieki nad robotnikami przymusowymi na terenie Rzeszy i przywrócenie edukacji gimnazjalnej. W komunikatach prasy gadzinowej pojawiły się wówczas odniesienia do Polski i Polaków. Ronikier ogłosił gotowość Niemców do uznania rządu londyńskiego w obliczu utworzenia pod protekcją ZSRR Polskiego Komitetu Wyzwolenia Narodowego. Zaapelował o zaniechanie oporu wobec Niemców dla „ratowania polskiej siły biologicznej narodu” i zawarcia antykomunistycznego sojuszu z okupantem. Za cel stawiał sobie utworzenie po klęsce powstania warszawskiego nowego ośrodka władzy w kraju, który zastąpiłby zdyskredytowane jego zdaniem polskie państwo podziemne. Obok planów stworzenia samorządu polskiego na ziemiach na zachód od Wisły snuł koncepcje federacji z Czechosłowacją, Węgrami i Litwą. Akcja nie doczekała się oficjalnego potępienia przez polskie podziemie, być może za sprawą jej poparcia przez kardynała Sapiehę. Raporty kontrwywiadu Delegatury Rządu na Kraj (kryptonim „Wir”) z grudnia 1944 podkreślały pełną aprobatę władz niemieckich dla „Akcji hr. Ronikera” i jej związek z niemieckim dążeniem do wyzyskania nastrojów antykomunistycznych w społeczeństwie dla osiągnięcia korzyści wojennych.
Ronikier przystąpił także jesienią 1944 do ataków na RGO, których celem było usunięcie prezesa Tchórznickiego, oceniane w podziemiu jako inicjatywa inspirowana przez Niemców. Zarzucał Radzie niewywiązywanie się z opieki nad warszawiakami. Został zaproszony na grudniowe posiedzenie RGO, na którym starł się z Ludwikiem Duninem, sprzeciwiającym się jego kontaktom z gestapo. 2 stycznia 1945 zażądał listownie od Tchórznickiego dymisji na ręce Sapiehy.

### Na emigracji
Otrzymawszy od władz okupacyjnych stosowne dokumenty Ronikier wyjechał z Krakowa ostatnim pociągiem ewakuacyjnym do Rzeszy 17 stycznia 1945, tuż przed wkroczeniem Armii Czerwonej, zagrożony aresztowaniem i karą śmierci, o których usłyszał w radiu. Stamtąd przedostał się do Włoch, gdzie dołączył do 2 Korpusu. Przy poparciu gen. Władysława Andersa pracował nad reaktywacją RGO jako instytucji wspierającej uchodźców polskich na świecie do czasu rozformowania i ewakuacji 2 Korpusu z Włoch w 1947. W latach tych podróżował po Europie, współpracował z szefem Społecznego Komitetu Pomocy Obywatelom Polskim w Niemczech Tadeuszem Katelbachem, prawdopodobnie brał udział w Zjeździe Polskiego Uchodźstwa Wojennego 27–29 listopada 1946 w Brukseli. Napisał wspomnienia, które pozostawił w Bibliotece Polskiej w Londynie.
Odnowił kontakty ze Stanami Zjednoczonymi, dokąd wyjechał niebawem z Londynu, nie znajdując zrozumienia dla własnych planów w Wielkiej Brytanii. W styczniu 1948 osiadł w Orchard Lake nad jeziorem Michigan, gdzie zmarł 4 września 1952. W tamtejszym Archiwum Polonii przechowywana jest jego spuścizna.
Jego prochy zostały sprowadzone do Polski i 15 maja 2009 spoczęły w rodzinnym grobie na warszawskich Powązkach.

## Życie prywatne
Z zawartego w 1908 małżeństwa z Jadwigą z domu Plater-Zyberk (1882–1954) miał sześcioro dzieci: Janusza (1910–1976), Anielę (1912–1984), Wiktora (1913–1950), Stefana (1915–1987), Henryka (1919–1996) i Edwarda (1921–1961). Do jego wnuków należy Andrzej Szułdrzyński (ur. 1941), były dyrektor generalny Orbisu, a do prawnuków – Michał Szułdrzyński, redaktor naczelny „Rzeczypospolitej” od 2024.

## Dzieła
- W świetle prawdy. Kartki z przeżyć ostatnich lat, Gebethner i Wolff, Warszawa 1919.
- Pamiętniki 1939–1945 (red. i oprac. tekstu Maria Rydlowa), Wyd. Literackie, Kraków 2001, ISBN 83-08-03169-2.

W swoich wspomnieniach z okresu II wojny światowej przedstawił współpracę z Niemcami jako „przykład odpowiedzialnego patriotyzmu”.